# Рибакі (Тчевський повіт)
Рибакі (пол. Rybaki) — село в Польщі, у гміні Субкови Тчевського повіту Поморського воєводства.
У 1975-1998 роках село належало до Гданського воєводства.